# Microcebus berthae
Microcebus berthae este cel mai mic primat cunoscut savanților, descoperit pe insula Madagascar și descrisă în anul 2000.

## Descriere
Lungimea corpului este de numai 9–9,5 cm, având o greutate de 24–38 grame. Lemurul are o coadă lungă, lungă de 13–14 cm. Blana este scurtă și densă. Culoarea corpului pe partea dorsală este maro-roșiatică, cu o dungă cu nuanță maronie mai închisă de-a lungul coloanei vertebrale. Blana de pe abdomen e de culoare crem sau gri pal. Botul este scurt, prezintă o pată albă deasupra nasului, un inel ocular de culoare neagră. Ochii sunt, relativ, foarte mari, orientați înainte, au un strat strălucitor în spatele retinei care reflectă lumina, îmbunătățind semnificativ vederea nocturnă.

## Răspândire
Este o specie endemică din Madagascar. A fost găsit în partea de vest a insulei, în Parcul Național Kirindi. Suprafața nu depășește 900 km². Habitatul speciei este o pădure de foioase uscate.

## Comportament
Microcebus berthae este o specie arboricolă, fiind activ noaptea. În timpul zilei, acești lemurieni dorm sau se odihnesc în cuiburi amenajate din frunze, lăstari maleabili, ramuri ale lianelor. Sunt animale solitare.
După modul de nutriție, este o specie omnivoră care se hrănește cu insecte, fructe și alte alimente de origine vegetală.

## Starea de conservare
Începând din decembrie 2019, conform Lista Roșie IUCN, Microcebus berthae este o specie critic amenințată cu dispariția. Principala cauză a amenințării constituie defrișarea habitatului pentru utilizarea terenurilor în agricultură, tăieri ilicite pentru producția de cărbune. Pentru protecția acestor lemurieni, a fost înființată Ari Menabe-Antimena în cadrul pădurii Kirindy, dar măsurile sunt slab aplicate și nu au vreun efect pozitiv.